# Кировский сельсовет (Смоленский район)
Кировский сельсовет — муниципальное образование со статусом сельского поселения и административно-территориальное образование в Смоленском районе Алтайского края России. Административный центр — посёлок Кировский.

## Население
| 1997  | 1998  | 1999  | 2000  | 2001  | 2002  |
| ----- | ----- | ----- | ----- | ----- | ----- |
| 2171  | ↘2123 | ↗2132 | ↘2120 | ↘2112 | ↗2131 |
| 2003  | 2004  | 2005  | 2006  | 2007  | 2008  |
| ↘2052 | ↘2032 | ↗2061 | ↗2069 | ↘2014 | ↗2082 |
| 2009  | 2010  | 2011  | 2012  | 2013  | 2014  |
| ↗2147 | ↘1818 | ↘1810 | ↘1768 | ↘1738 | ↘1683 |
| 2015  | 2016  | 2017  | 2018  | 2019  | 2020  |
| ↘1671 | ↘1640 | ↘1624 | ↘1593 | ↘1579 | ↘1562 |
| 2021  |       |       |       |       |       |
| ↘1522 |       |       |       |       |       |

По результатам Всероссийской переписи населения 2010 года, численность населения муниципального образования составила 1818 человек, в том числе 866 мужчин и 952 женщины. Оценка Росстата на 1 января 2012 года — 1768 человек.

## Населённые пункты
В состав сельского поселения входит 6 населённых пунктов:
- село Александровка,
- посёлок Кировский,
- село Михайловка,
- посёлок Раздольный,
- посёлок Речной,
- село Степное.